# 侯赛因-阿里·蒙塔泽里
大阿亚图拉侯赛因-阿里·蒙塔泽里（波斯語：حسینعلی منتظری，拉丁化：Hussein-Ali Montazeri，1922年9月24日—2009年12月19日）是伊朗重要伊斯兰教神学家、民主倡导者、作家及人权活动家。他曾参与领导1979年伊朗伊斯兰革命，后指定为最高领袖大阿亚图拉霍梅尼的继任者。1989年，蒙塔泽里因批評政府政策干涉人民自由，侵犯人民权利而与霍梅尼交恶。蒙塔泽里晚年在库姆度过，尤其对改革派运动仍具有极大的政治号召力。他通常被认为是伊朗最博学的伊斯兰教学者，也是伊斯兰教什叶派的大阿亚图拉（宗教权威）。
蒙塔泽里著述颇丰，近三十年来，他一直是伊朗伊斯兰共和国内政和外交政策的主要批评者之一。他也是伊朗公民权利和妇女权利的积极倡导者。他曾积极推动建立一个伊斯兰国家，但他认为伊朗伊斯兰革命后的伊朗被未能以伊斯兰国家的方式治理。